# 금호건설
금호건설(Kumho Engineering and Construction, Kumho E&C)은 대한민국의 건설회사이다.

## 연혁

### 창업
금호(錦湖)는 광주에서 여객자동차 운송사업을 성장하였으며 버스 운송사업과 관련해 타이어, 고무 등 사업을 다각화하여 금호그룹을 이루었고, 건설사업부에도 진출하였다.

#### 건설
1967년 2월 제일토목건축 주식회사 설립 (금호건설 모태)

1973년 5월 제일토건 주식회사로 상호변경

1978년 3월 금호건설 주식회사로 상호변경

1982년 7월 사우디아라비아 현지법인 설립

### 통합
금호그룹의 모태인 고속버스 운송사업은 호황을 맞는 반면에 건설사업이 불황을 맞자 양사를 합병, 고속버스 운송사업 중심으로 건설사업도 참여하는 체제로 바꾸었다. 이후 건설사업부가 눈부신 성장을 이루어 국내의 대형건설사로 자리잡으면서 건설사업을 중심으로 하는 기업으로 체제를 전환하였다.

1984년 10월 (주)광주고속이 금호건설(주)를 합병. (주)광주고속이 건설사업에 진출.

1989년 12월 건설기술연구소 설립

1991년 7월 광주 패밀리랜드 사업 참여

1992년 3월 자동주유기(C.L.S) 사업 개시

1992년 6월 광주 광천터미널 신축 이전

1992년 7월 대한주택공사 우수업체 선정

1992년 10월 우등형 고속버스 운행 개시

1993년 12월 (주)금호건설로 상호 변경, (주)광주고속의 고속사업부는 금호건설의 고속사업부로 개칭

1994년 4월 국내 최초 PC부문 ISO 9001 인증획득

1995년 4월 중국 우한(武漢)에 합작법인 설립, 고속버스 운송사업 중국으로 확대

1995년 8월 ISO14001 인증획득, BS7750 인증획득

1995년 11월 전국품질경영대회 제안 기업부문 대통령상 수상

1996년 2월 수도권 신공항건설공단 우수시공업체 선정

1996년 12월 96안전환경상 우수상 수상

### 구조조정시기
당시 경제위기를 맞아 금호건설은 구조조정을 단행하여 어려움을 극복했으며 현재의 금호산업(주)가 출범하였다.

1993년 금호건설 주식회사로 상호 변경.

1998년 6월 금호 베스트빌 아파트 매일경제 살기좋은 아파트 선정

1998년 7월 고도하수처리 신공법 건교부 신기술 지정 제 111호

1999년 2월 금호건설(주)에서 금호타이어(주) 흡수합병, 금호산업(주)로 상호 변경.

2000년 5월 건설 CALS/EC 대회 건교부장관상 수상

2001년 3월 인천국제공항 개항식 은탑산업훈장 / 대통령상 및 건교부장관상 수상

2002년 4월 제1회 대한민국 리모델링 대상 수상, KIDEA 공법 개발 장영실상 수상

2002년 5월 고속사업부 전세(관광)버스 운송사업 개시

2003년 5월 건설사업부 '어울림' 브랜드 론칭.

2003년 6월 2003 환경경영대상 환경부장관상 수상.

2003년 6월 금호산업(주) 타이어사업부 분사, 금호타이어(주) 출범.

2004년 11월 전경련 주관 윤리경영 우수기업 TOP 10 선정.

### 도약
금호산업(주)는 당시 고유가로 인한 여객자동차운송사업 내수시장에서의 침체위기에 과감히 인수합병을 추진하여 국내 고속버스 운송사업의 시장점유율 1위를 굳히고 중국을 비롯 아시아권에 공격적인 사업확장을 추진하고 있으며 건설사업부의 기업이미지를 고급화하여 국내 10위권의 대형 건설사로 발돋움하였다.

2005년 9월 (주)코오롱티엔에스(KOLON TNS)로부터 고속버스 운송사업 양수.

2006년 4월 본점을 광주광역시 서구 광천동에서 현 위치인 전라남도 나주시 송월동으로 이전.
2006년 8월 광주종합터미널 유스퀘어(U-Square) 개장. (아시아 최대규모 터미널)

2006년 10월 버스터미널을 전담하는 금호터미널(주) 및 리조트 및 골프장 경영을 담당하는 금호리조트(주) 분할 설립.

2006년 12월 (주)대우건설, 금호아시아나그룹에 인수.

2007년 11월 베트남으로 고속버스 운송사업 확대.

2008년 4월 충청도 향토기업 (주)속리산고속 인수.

2008년 8월 캄보디아로 고속버스 운송사업 영역 확장. (베트남 - 캄보디아 국제노선)

2009년 5월 유스퀘어 문화관 개장.

2009년 9월 대한민국 아파트 브랜드 대상 본상 수상.

2010년 1월 금호산업(주)와 금호타이어(주)의 워크아웃 돌입.

2011년 11월 운수업을 전담하는 금호고속(주) 분할 설립.
2024년 12월 506억원의 규모 공주 천연가스 공급시설 공사를 수주.

## 브랜드
- 아테라

## 상표권 분쟁
'금호'라는 상표를 놓고 금호산업이 상표권 이전등록과 261억여원의 미지급 상표사용료를 지급하라며 금호석유화학, 금호피앤비화학, 금호개발상사 등 3개사를 상대로 낸 소송(2013가합68127)에서 서울중앙지방법원은 명의신탁약정 등 증거 없고 상표사용계약도 통정허위표시로 무효라는 이유로 원고의 청구를 기각했다.
그러나 원고인 금호산업이 항소하여 그 후 사건은 서울고등법원에서 심리를 진행하였으며 항소심에서는 금호산업의 손을 들어주었다. 하지만 금호산업에서 상고하여 대법원에서 심리 중이다.